# Pescadería Vieja
La Pescadería Vieja Sala de Arte es un edificio localizado en Jerez de la Frontera (Andalucía, España). Actualmente ejerce como Centro Cultural público y Sala de Exposiciones.
Ha acogido en exposición obras de Picasso o Tapies, así como exposiciones colectivas, y muestras de jóvenes artistas y nuevas tendencias.

## Origen
El edificio es de estilo neoclásico, su construcción data del siglo XVIII, año 1799, con proyecto del arquitecto José de Vargas Sánchez. En principio el edificio estuvo diseñado para formar parte de un amplio complejo de mercado, siendo este edificio el único que llegó a levantarse de todo el conjunto.
Posteriormente, fue sede de la Academia de San Dionisio, de Ciencias, Artes y Letras.
En 1994 fue restaurado como centro cultural y sala de exposiciones.
En la actualidad ejerce como un dinámico centro cultural donde se realizan distintas exposiciones y certámenes durante el año.

## Estructura
El edificio mantiene un trazado rectangular con dos fachadas.
- Fachada principal (Calle Pozuelo). Siguiendo la estética neoclásica, se inspira en un dibujo del Cuarto Libro del Tratado de Arquitectura de Serlio.

- Fachada Lateral (calle Latorre). Ocho amplios vanos formados por arcos de medio punto. Dicha calle comunica la sala de exposiciones con el edificio del Ayuntamiento de Jerez.

## Galería
|  |  |  |  |